# 민영아
민영아(1978년 9월 17일 ~ )는 대한민국의 가수이다.

## 학력
- 부산예술대학교 실용성악학과

## 출연작

### 방송
- 2020년 KBS1 《아침마당》
- 2021년 MBC 《기분 좋은 날》
- 2021년 TV조선 《건강한 인생을 위한 - 명심보감》
- 2023년 JTBC 《한번 더 리즈 시절》

## 음반
- 2010년 사랑해
- 2012년 꼭
- 2015년 내 남자 / 사랑해
- 2019년 다가와
- 2020년 어여 오세요
- 2024년 이정도면